# Chuột Tg-rasH2
Chuột Tg-rasH2 là một con chuột chuyển gen tiên tiến đã được phát triển tại Viện Nghiên cứu Thử nghiệm Động vật Trung ương (CIEA), mang ba bản sao nguyên mẫu của con người c-Ha-ras oncogenes với promoter nội sinh và tăng cường ở dạng song song. 

## Nghiên cứu
Nghiên cứu đánh giá toàn diện về hệ thống thử nghiệm sinh học của chuột Tg-rasH2 đã được thực hiện và sự hữu ích của hệ thống đã được xác nhận cho các nghiên cứu đánh giá toàn diện về hệ thống kiểm tra sinh học chuột Tg-rasH2 đã được thực hiện bởi Viện Nghiên cứu Sinh học Quốc tế (ILSI) và Viện Y tế và Khoa học Môi trường ILSI (HESI) nghiên cứu gây ung thư của 23 công ty dược phẩm quốc tế.
Trong các nghiên cứu, người ta đã xác nhận rằng những con chuột Tg-rasH2 nhạy cảm với các chất gây ung thư của con người và độc tính di truyền không gây ra genotrophin và không phản ứng với các chất không gây ung thư. Do đó, chuột Tg-rasH2 đã được chấp nhận là một hệ thống nghiên cứu gây ung thư ngắn hạn cho phép giảm thời gian nghiên cứu kéo dài hai năm xuống còn 26 tuần.
Vào năm 1989, chuột Tg-rasH2 được phát triển lần đầu tiên ở CIEA. Đến năm 1992: CIEA bắt đầu phát triển hệ thống thử nghiệm sinh học gây ung thư sử dụng chuột Tg-rasH2. Trong năm 1996: Chính sách thay thế nghiên cứu 2 năm trên chuột với nghiên cứu ngắn hạn đã quyết định tại ICH4. Trong giai đoạn từ năm 1996 đến 2000: Sự hữu dụng của các con chuột rasH2 được xác nhận bởi nghiên cứu quốc tế của ILSI/HESI. vào năm 2001: Sản xuất và kinh doanh chuột Tg-rasH2 được thực hiện đại trà.